# Ludwig Fröhler
Ludwig Fröhler (* 28. April 1920 in Rohrstetten, Hunding (Niederbayern); † 5. Juli 1995 in Linz) war deutsch-österreichischer Rechtswissenschaftler und Wirtschaftswissenschaftler. Er war Universitätsprofessor an der Universität Erlangen-Nürnberg und Gründungsrektor der Johannes Kepler Universität Linz.

## Leben
Fröhler absolvierte rechts- und wirtschaftswissenschaftliche Studien an den Universitäten München und Innsbruck. Zum 5. September 1937 trat er der SA bei. Anschließend trat er in den Staatsdienst und arbeitete im Bayerischen Staatsministerium für Wirtschaft und Verkehr. Ab 1953 war er Regierungsdirektor. Anschließend, 1955–1959, war er Oberverwaltungsgerichtsrat am Bayerischen Verwaltungsgerichtshof. Bereits im Jahr 1956 habilitierte er sich.
1959 wurde er als Professor für Öffentliches Recht an die Hochschule für Wirtschafts- und Sozialwissenschaften in Nürnberg berufen, die 1961 in die Universität Erlangen-Nürnberg integriert wird. 1965 wurde er als einer der ersten vier Professoren an die neu gegründete Hochschule für Sozial- und Wirtschaftswissenschaften in Linz berufen. Das vierköpfige Professorenkollegium wählt ihn am 19. Oktober 1965 zum Rektor der Hochschule. Bei der feierlichen Eröffnungszeremonie am Linzer Hauptplatz am 8. Oktober 1966 wurden ihm von Bundespräsident Franz Jonas die Schlüssel zur Universität übergeben. Neben dem Rektorsamt war er Ordinarius am Institut für Öffentliches Recht und war an weiteren Instituten maßgeblich involviert.

## Auszeichnungen
- Ehrenring der Stadt Linz (1968)
- Bundesverdienstkreuz 1. Klasse (1984)
- Großes Goldenes Ehrenzeichen für Verdienste um die Republik Österreich (1990)

## Würdigung
- Nach Fröhler ist das Ludwig-Fröhler-Institut in München benannt, welches er über viele Jahre geleitet hat.[2]
- In Linz ist seit 1996 der Fröhlerweg nach ihm benannt.[3]